# Alliancen af Europæiske Konservative og Reformister
Alliancen af Europæiske Konservative og Reformister (engelsk: Alliance of European Conservatives and Reformists, AECR) er et konservativt og anti-føderalistiskt europæiskt parti, der blev grundlagt den 1. oktober 2009. Partiets medlemmer af Europa-Parlamentet sidder i Gruppen af Europæiske Konservative og Reformister (ECR).
AECR's kerne udgøres af det britiske Konservative Parti, de tjekkiske Borgerdemokraterne og det polske parti Lov og Retfærdighed. De britiske og tjekkiske partier tilhørte tidligere samme partigruppe som Det Europæiske Folkeparti (EPP), men brød ud på grund af forskellige syn på det europæiske samarbejde.

## Medlemspartier fra EU
- Hrvatska Konzervativna Stranka (Det Kroatiske Konservative Parti) fra Kroatien.
- Borgerdemokraterne fra Tjekkiet.
- Conservatori e Riformisti CR (Konservative og Reformister) fra Italien.
- National Alliance fra Letland.
- Lietuvos lenkų rinkimų akcija (Valgforbundet af polakker i Litauen) fra Litauen.
- Alternativ Demokratesch Reformpartei ADR (Alternativ Demokratisk Reformparti) fra Luxembourg.
- Prawo i Sprawiedliwość, PiS (Lov og Retfærdighed) fra Polen.
- Noua Republică (Ny Republik) fra Rumænien.
- Občianska konzervatívna strana' OKS (Konservative Borgerparti) fra Slovakiet.
- NOVA (Nyt Flertal) fra Slovakiet.
- Conservative Party (Det Konservative Parti) fra Storbritannien.
- Ulster Unionist Party fra Nordirland.

## Medlemspartier udenfor EU
- Bargavadj Hayastani Kusaktsutyun fra Armenien.
- Fólkaflokkurin fra Færøerne.
- k’ristianul-demokratiuli modzraoba KDM (Den Kristendemokratiske Bevægelse) fra Georgien.
- Sak’art’velos konservatiuli partia SKP (Det Konservative Parti) fra Georgien.
- Sjálfstæðisflokkurinn (Selvstændighedspartiet) fra Island.
- Pokret za Promjene PzP (Bevægelse for ændring) fra Montenegro.
- Adalet ve Kalkınma Partisi AKP (Retfærdigheds- og Udviklingspartiet) fra Tyrkiet.

## Tidligere medlemspartier
- Libertair, Direct, Democratisch LDD (Libertær, Direkte, Demokratisk) fra Belgien. (Medlem 2010–2014).
- Magyar Demokrata Fórum MDF (Ungarsk Demokratisk Forum) fra Ungarn. (Medlem 2009–2011).
- Conservatori e Social Riformatori CSR (Konservativ og Social Reform) fra Italien. (Medlem 2012–2014).
- Tēvzemei un Brīvībai/LNNK TB/LNNK (For Fædreland og Frihed) fra Letland. (Medlem 2009–2011, blev slået sammen med National Alliance, der er medlem).
- Polska jest Najważniejsza) PJN (Polen kommer først) fra Polen. (Medlem 2010–2014).

## Individuelle medlemmer
- To uafhængige MEP'ere fra Bulgarien
- En uafhængig MEP'er fra Tyskland

## Tidligere individuelle medlemmer
- Anna Rosbach Andersen, Dansk Folkeparti, senere Miljøpartiet Fokus, (medlem 2012–2014).
- Lajos Bokros fra Ungarn, (medlem 2013–2014).
- Susy De Martini fra Italien, (medlem 2013–2014).
- Adam Bielan fra Polen, (medlem 2011–2014).
- Michał Kamiński fra Polen, (medlem 2012–2014).